# Adu Ababio II.

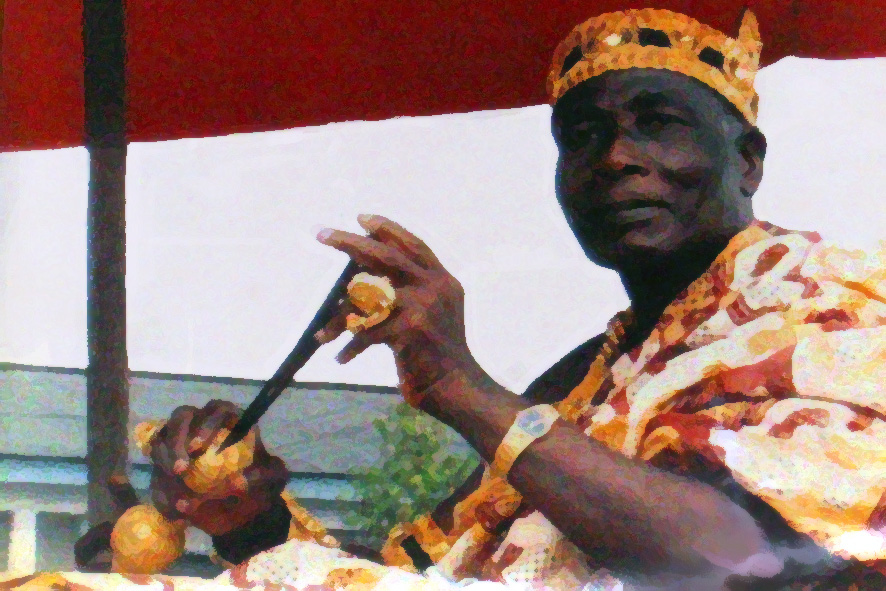
Nana Adu Ababio II.

Nana Adu Ababio II. (* 23. Dezember 1931; † 30. April 2007) hieß mit bürgerlichen Namen Eric Kwaku Kwarte Quartey. Er war einer der traditionellen Häuptlinge in Amanokrom, einem Ort, der im Gebiet des ehemaligen Königreiches Akwapim im Südosten des heutigen Ghana gelegen ist. Zum Zeitpunkt seines Todes bekleidete er das Amt des Ankobeahene der Gyasi Traditional Area, einem Bereich, der sich in den südwestlichen Ausläufern der Akwapim-Togo-Kette in der Eastern Region Ghanas und nördlich von Accra erstreckt.

## Kindheit und Jugend
Nana Adu Ababio II. wurde am 23. Dezember 1931 als Eric Kwaku Kwarte Quartey als Sohn der aus Amanokrom stammenden Comfort Akosua Manko Asare und des aus Mampong (Akuapim) stammenden Clement Asare Quertey geboren. Er war das erste von 13 Kindern, die seine Mutter zur Welt brachte.
Seine Grundschulbildung erhielt Eric Kwaku Kwarte Quartey auf der Methodist Boys School in Adabraka und der Kimbu Methodist Boys School in Accra. Seine schulische Ausbildung setzte er anschließend auf der Odorgonor Secondary School fort, die er im Jahre 1953 erfolgreich abschloss.
Wie seine Eltern war auch Eric Kwaku Kwarte Quartey Mitglied der Methodistischen Kirche und war in späterer Zeit auch Chorsänger in der Earnest Bruce Methodist Church in Accra.
In seiner Jugend war Eric Kwaku Kwarte begeisterter Fußballer und seine Mannschaft gewann sogar 1953 den Coronation Cup in Amanokrom.

## Beruflicher Werdegang
Seine berufliche Tätigkeit startete Eric Kwame Kwarte Quartey 1954 im Büro der damaligen, für die Goldküste zuständigen Geschäftsleitung der Kingsway Stores, welche zur britischen United African Company gehörte. Dabei hinterließ er bei seinen Vorgesetzten einen genügend positiven Eindruck, so dass er zum Verkaufsleiter ernannt wurde und in den Kingsway-Filialen in Cape Coast, Tema, Burma Camp, Kotobabi und Kaneshie als solcher eingesetzt wurde.
Im Jahre 1976 begann er für die Ghana Textiles Manufacturing Company in Tema tätig zu werden, die ihn ebenfalls als Verkaufsleiter beschäftigte. Von hier aus wechselte er zur Ghana Merchant Company und von hier aus zur Adukrom Battery Factory, bevor er sich entschloss, sich in seiner alten Heimatstadt Amanokrom endgültig niederzulassen.

## Familie
Nana Adu Ababio II. war mit Gladys Akwaaboa Adu verheiratet gewesen, die er 1955 während des Odwira-Festivals kennengelernt hatte. Im Jahre 1958 fand dann die offizielle Trauung in der Presbyterianischen Kirche in Amanokrom statt. Aus der Ehe gingen fünf Kinder (vier Mädchen und ein Junge) hervor.

## Traditionelle Ämter
Zu Lebzeiten war Nana Adu Ababio II. Mitglied der Asuketewaa Mma Fekuo, einer Einheit der Stadt Accra im Rahmen des traditionellen Asafo-Systems in Ghana. Im heutigen Asafo-System Ghanas könnte man eine Art Zivilverteidigung sehen, die auf historische Heeresstrukturen zurückgeht.
Am 26. Juli 1997 war er vom Asanase Oyoko Clan zum neuen Ankobeahene des Gyasi Traditional Area ernannt worden.
Das Amt des Ankoebahene gab es in früherer Zeit in zahlreichen Akan-Staaten, so auch in Akim als auch in Asante, speziell in Asante seit der Kwadwo'schen Verwaltungsreform. Bei der akimischen Variante handelte es sich um das Oberhaupt der königlichen Leibgarde, dem auch die Verantwortung für die Sicherheit des Palastes oblag. Im Falle von Asante gingen die Kompetenzen weiter, hier handelte es sich um den Chef der Geheimpolizei und des Auslandsnachrichtendienstes. Die Hauptaufgabe der aschantischen Ankobea lag in der Bewahrung der inneren Ruhe in Asante sowie der Sicherstellung der königlichen Autorität.
Die heutigen Aufgaben eines Ankobeahene sind jedoch nicht mehr von solch weitreichender Kompetenz gekennzeichnet. Als Ankobeahene war Nana Adu Ababio II. ein enger Berater des Asanase-Oyoko-Clans und stand hinter dem Gyasehene bei allen wichtigen Anlässen im Rahmen von dessen Amtsausübung. In Amanokrom organisierte er als Ankobeahene öffentliche Arbeiten und galt für die ansässige Bevölkerung als Person, bei der man sich jederzeit Rat holen konnte.

## Ableben
Nana Adu Ababio II. starb am 30. April 2007 nach schwerer Krankheit. Er hinterließ seine Ehefrau als Witwe, neben 5 Kindern und 13 Enkeln.